# Benvenuti a Samdal-ri
Benvenuti a Samdal-ri (웰컴투 삼달리?, Welcomtu Samdal-riLR; lett. "Welcome to Samdal-ri") è una serie televisiva sudcoreana trasmessa su JTBC dal 2 dicembre 2023 al 21 gennaio 2024. Internazionalmente è stata resa disponibile su Netflix.

## Trama
Cho Yong-pil e Cho Sam-dal sono due amici d'infanzia che vivono sull'isola di Jeju. Dopo aver perso la madre a causa di un bollettino meteorologico errato, Yong-pil decide di diventare meteorologo per proteggere gli anziani della sua città, ma si guadagna una reputazione da combinaguai testardo per la sua lotta alla disinformazione. Sam-dal, invece, si trasferisce a Seul per inseguire il sogno di diventare fotografa di moda e cambia nome in Cho Eun-hye. Quando la sua vita va improvvisamente a rotoli, ritorna a Jeju, dove lei e Yong-pil ritrovano l'affetto reciproco.

## Personaggi e interpreti
- Cho Yong-pil, interpretato da Ji Chang-wook
- Cho Sam-dal/Cho Eun-hye, interpretata da Shin Hye-sun

## Riconoscimenti
- Baeksang Arts Award[4]
  - 2024 – Candidatura Miglior attrice di supporto a Shin Dong-mi